# 正木組
正木組（まさきぐみ）は、福井県敦賀市に本部を置いていた暴力団で、神戸山口組の二次団体だった。2020年8月に解散した。

## 略歴
- 正木年男（本名 : 朴年男）は、正木組を結成し、中谷組に参画した。
- 中谷組副組長に就任した。
- 1989年12月
  - 中谷組の解散に伴い、五代目山口組に参画した。
- 2005年8月
  - 六代目山口組に参画し、六代目山口組幹部に就任した。
- 2006年
  - 六代目山口組若頭補佐に就任した。
- 2012年
  - 六代目山口組本家室長に就任した。
- 2013年2月14日
  - 福井県警察は、関西電力高浜原子力発電所（福井県大飯郡高浜町）の建設作業に労働者を派遣した労働者派遣法違反容疑で、正木組若頭東正春ら3人を再逮捕した。
- 2013年10月
  - 六代目山口組舎弟に就任した。
- 2013年12月19日
  - 米財務省は、日本国内外で麻薬の密輸や人身売買などの犯罪行為に関与しているとして、六代目山口組舎弟正木組組長正木年男を金融制裁の対象に指定した[2]。
- 2015年8月26日
  - 六代目山口組を離脱した。
- 2015年8月27日
  - 共に離脱した13団体と神戸山口組を結成し、神戸山口組総本部長に就任した[3][リンク切れ]。
- 2015年9月14日
  - 静岡県警察組織犯罪対策課と浜北警察署は､福島第一原子力発電所事故に伴う除染作業に､労働者を違法に派遣して得た代金を隠した犯罪による収益の移転防止に関する法律と組織的な犯罪の処罰及び犯罪収益の規制等に関する法律違反（犯罪収益等隠避）容疑で､正木組系組員を再逮捕した｡
- 2016年2月23日
  - 福井県敦賀警察署は、正木組の事務所に向かって拳銃を発砲した銃砲刀剣類所持等取締法違反（発射）の現行犯で、二代目中西組系組員を逮捕した[4][5][6][7][8][9][10][11][12][13][14]。
- 2017年10月20日
  - 福井県暴力追放センターが福井地方裁判所に申し立てを行っていた、暴力団事務所の使用禁止の仮処分が認められる[15]。
- 2018年2月17日
  - 組員が敦賀市内の飲食店経営者にみかじめ料の支払いを求めるも断られ、経営者を暴行した上、現金を奪って逃亡。組員は、翌18日に強盗致傷の容疑で敦賀警察署に逮捕された [16][17][リンク切れ]。
- 2020年8月
  - 解散した[1]。

## 構成
- 組長 - 正木年男[18]（本名 - 朴年男、神戸山口組総本部長･六代目山口組舎弟･五代目山口組若中･中谷組副組長）

- 組長 - 正木年男
- 若頭 - 東正春（東組組長）
- 若頭代行 - 竹内匡史（神戸山口組幹事竹正会会長）
- 舎弟頭 - 立花清司（立花組組長）
- 本部長 - 永井幹人（神戸山口組幹事永井組組長）
- 若頭補佐 - 増田義文（義竜会会長）
- 若頭補佐 - 石岡辰則（正統会会長）
- 若頭補佐 - 小川典之（二代目小川組組長）
- 若頭補佐 - 亀山武美（亀山連合会長）
- 顧問 - 杉山禎和（杉山組組長）
- 舎弟 - 田中克和（慶心会会長）
- 舎弟 - 西松政一（芳浜会会長）
- 舎弟 - 大城守（正竜会会長）